# 尚镇 (瓦莱-迪坎布拉)
尚镇是葡萄牙阿威罗区的一个堂区。总面积6.86平方公里，总人口4133人，人口密度602.5人/平方公里。